# Молодёжная улица (Москва)
Молодёжная улица — улица бульварного типа на юго-западе Москвы в Гагаринском районе между Ленинским проспектом и улицей Николая Коперника.

## Происхождение названия
Улица названа в 1958 году в честь молодёжи — студентов МГУ им. М. В. Ломоносова, рядом с которым расположена улица.

## Описание
Молодёжная улица начинается от Ленинского проспекта, проходит на северо-запад, пересекает улицу Фотиевой и заканчивается на улице Николая Коперника. Улица была застроена в основном в 1956—1958 году, в период массовой застройки юго-запада столицы. На улице находятся учреждения МЧС России и Российской академии наук, аптека, почта, медцентр, Райффайзенбанк. На улице всего шесть домов.

## Примечательные здания и сооружения
- № 3 — жилой дом. Здесь жили поэт Николай Старшинов[1], клоун Олег Попов.
- № 4 — жилой дом. Здесь живёт солист оперетты Герард Васильев.

## Галерея
| - Молодёжная улица (вид от улицы Фотиевой в сторону улицы Николая Коперника) - Сквер на Молодёжной улице (вид от улицы Фотиевой в сторону улицы Николая Коперника) |